# Saxby All Saints
Saxby All Saints est une paroisse civile et un village du Lincolnshire, en Angleterre.